# Veneneia

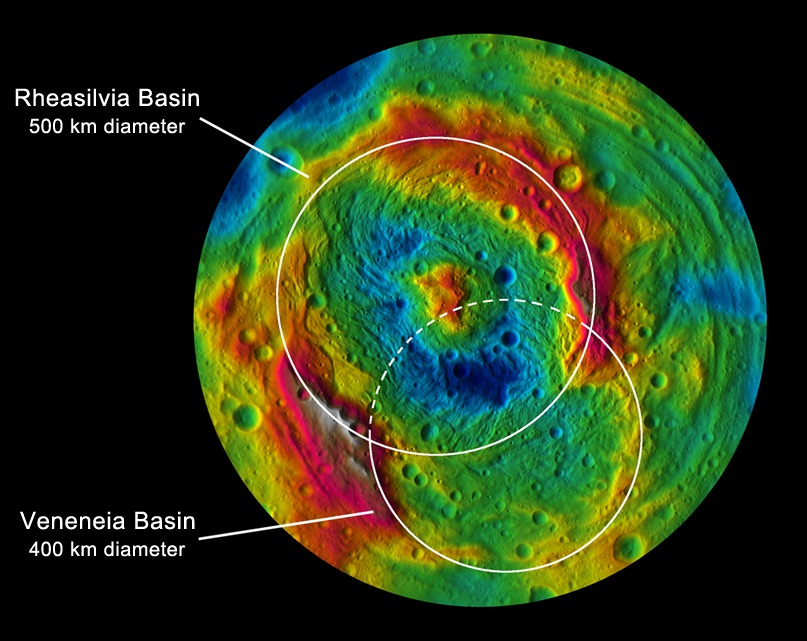
Umrisse von Rheasilvia, mit Veneneia (Mitte unten) unterlegt

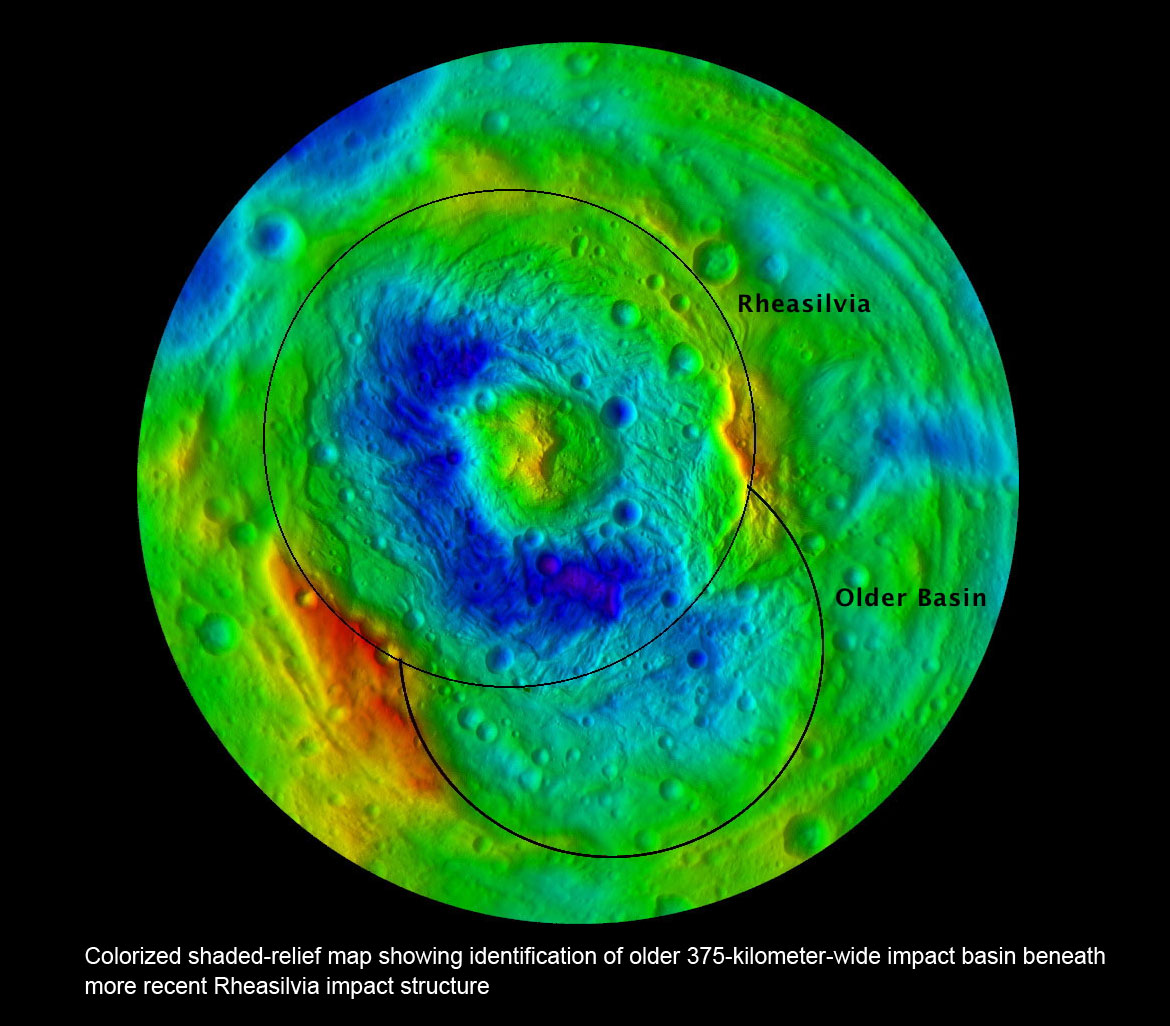

Veneneia ist der zweitgrößte Krater auf dem Asteroiden (4) Vesta bei 52° südlicher Breite.
Sein Durchmesser beträgt 395 km, 70 % des Durchmessers von Vesta am Äquator. Es ist mindestens 2 Milliarden Jahre alt und wurde durch die Raumsonde Dawn 2011 entdeckt. Trotzdem ist er überdeckt und vernichtet durch den noch größeren Krater Rheasilvia.	Er wurde nach Venēneia, einer der vestalischen Jungfrauen, benannt.
Vesta hat mehrere Brüche in der nördlichen Hemisphäre, kreisförmig um Veneneia, es wird vermutet, dass es großformatige Druckbrüche des Einschlages sind. Der größte Bruch ist Saturnalia Fossa.